# Nikola Ignjatijević
Nikola Ignjatijević, cyr. Никола Игњатијевић (ur. 12 grudnia 1983 w Požarevacu) – serbski piłkarz grający na pozycji obrońcy.

## Kariera piłkarska

### Kariera klubowa
Wychowanek klubu Crvena zvezda Belgrad. W 2002 rozpoczął karierę piłkarską w FK Jedinstvo Ub, skąd latem 2005 przeszedł do Javor Ivanjica. Potem co sezon zmieniał kluby Zemun Belgrad, Napredak Kruševac i ponownie Javor Ivanjica. W 2009 powrócił do klubu, w którym wychowywał się - do Crvenej zvezdy Belgrad. 17 stycznia 2011 został wypożyczony do rumuńskiego FC Timișoara. 16 czerwca 2011 powrócił do Crvenej zvezdy, ale stracił miejsce w podstawowym składzie. Dlatego podczas przerwy zimowej sezonu 2011/2012 przeszedł do ukraińskiej Zorii Ługańsk. Podczas przerwy zimowej sezonu 2014/15 opuścił ługański klub. Latem 2015 został piłkarzem Radnički Nisz, ale wkrótce przeniósł się do OFK Beograd. 30 marca 2016 podpisał kontrakt z białoruskim Szachciorem Soligorsk.

## Sukcesy i odznaczenia

### Sukcesy klubowe
- wicemistrz Serbii: 2010, 2011
- zdobywca Pucharu Serbii: 2010